# 야마우치 히로시
야마우치 히로시(일본어: 山内 溥, 1927년 11월 7일 ~ 2013년 9월 19일)는 교토부 교토시 출신의 사업가이다. 닌텐도 창업가 출신으로 3대째 사장을 지냈다. 초대 사장 인 야마우치 후사지로의 증손. 와세다 대학 법학부 중퇴. 예전 이름은 "山内博" 으로, 50세 때 "博" 을 "溥"으로 개명하였다. 개명을 한 이유는 여러 설이 있다.
2013년 9월 19일, 폐렴으로 사망했다. 향년 87세.
| 전임 야마우치 세키료 | 제3대 닌텐도 사장 1949년 ~ 2002년 | 후임 이와타 사토루 |